# 빌라베르데
빌라베르데(Villa Verde)는 사르데냐어로 바이니(Bàini)라 불리며, 이탈리아 사르데냐 지역의 오리스타노도에 있는 코무네 (지방 자치체)로, 칼리아리에서 북서쪽으로 약 70 킬로미터 (43 mi), 오리스타노에서 남동쪽으로 약 25 킬로미터 (16 mi) 떨어져 있다.
빌라베르데는 다음 지자체와 접해 있다: 알레스, 팔마스아르보레아, 파우, 우셀루스, 빌라우르바나.